# Планетянчетата (сериал)
„Планетянчетата“ (на английски: Pet Alien) е компютърно анимиран сериал, създаден от Джеф Мънси, сценарият е на Дан Данко, а режисьор е Андрю Йънг. Сериалът е копродуция между Mike Young Productions, Antefilms Production, Crest Communications Limited и Telegael Teoranta, съвместно с John Doze Studios, с подкрепата на TF1 в копродукция с Télétoon и TPS Jeunesse. За втория сезон, KI.KA и Europool в Германия се присъединиха като партньори като ко-продукцията.
Той се излъчваше по Cartoon Network и Animania HD в Съединените щати, и TF1 и Télétoon в Франция. Продуцирани са над 52 епизода с 104 сегмента.

## В България
В България сериалът е излъчен по GTV. Дублажът е  нахсинхронен в студио Александра Аудио. В него участват Здрава Каменова, Мариан Бачев,  Калин Арсов, Мариан Маринов и други.